# Lara Fritzsche
Lara Fritzsche (* 11. Januar 1984 in Köln) ist eine deutsche Journalistin und Sachbuchautorin.

## Leben
Nach dem Abitur im Jahr 2003, einem Volontariat beim Kölner Stadt-Anzeiger und dem Studium der Germanistik und Psychologie ist Lara Fritzsche heute als Journalistin tätig. Ab 2005 schrieb sie als Redakteurin für den Kölner Stadt-Anzeiger.
2009 erschien ihr erstes Buch Das Leben ist kein Ponyhof, in dem sie die Geschehnisse innerhalb einer Abschlussklasse eines Gymnasiums über ein Jahr dokumentierte.
Von November 2009 bis Januar 2011 war sie Redakteurin der Zeitschrift Neon, von Februar bis September 2012 Autorin und Beraterin des Zeitmagazins und im Oktober 2012 wurde sie Redakteurin des Süddeutsche Zeitung Magazins. Seit Februar 2018 ist Lara Fritzsche stellvertretende Chefredakteurin des Süddeutsche Zeitung Magazins.
Seit 2023 ist Lara Fritzsche Mitglied der Jury des Egon-Erwin-Kisch-Preises.
Sie ist mit dem Spiegel-Journalisten Markus Feldenkirchen liiert.

## Auszeichnungen
- 2005: Antonius-Funke-Preis des Katholischen Pressebundes für ihre Weltjugendtags-Kolumne Bei mir zu Gast ausgezeichnet, die während des Weltjugendtages täglich im Kölner Stadt-Anzeiger erschien
- 2005: Theodor-Wolff-Preis der Deutschen Zeitungsverleger für die Reportage Meine Freundin Ana, einen Artikel über magersüchtige Mädchen[6]
- 2006: Axel-Springer-Preis für junge Journalisten in der Kategorie Print für einen Artikel über die veränderte Kommunikation im Mobiltelefonzeitalter (Kölner Stadt-Anzeiger)[7]
- 2006: Förderpreis des Emma-Journalistinnen-Preises; ausgezeichnet wurde erneut ihr Magersucht-Report Meine Freundin Ana
- 2006: Hanns-Seidel-Preis der Hanns-Seidel-Stiftung[8]
- 2013: Alternativer Medienpreis
- 2013: Katholischer Medienpreis[9]
- 2014: Willi-Bleicher-Preis in der Kategorie Nachwuchs für Schritt für Schritt[10]
- 2015: 2. Preis des Dr.-Georg-Schreiber-Medienpreis für Unguter Hoffnung aus dem SZ-Magazin Nr. 05/2014
- 2015: Medienpreis „Prävention in der Schwangerschaft“ für Unguter Hoffnung aus dem SZ-Magazin Nr. 05/2014
- 2016: Deutscher Reporterpreis für den besten Essay[11]
- 2017: Michael-Althen-Preis für Kritik[12]
- 2017: „Reporter national“ beim Preis „Journalisten des Jahres“ der Branchenzeitschrift Medium Magazin[13]
- 2019:  Deutscher Medizinjournalisten-Preis für Bauchgefühl[14]
- 2022 erhielt Lara Fritzsche gemeinsam mit Karoline Meta Beisel, Constanze von Bullion und Nicola Meier den Medienpreis 2022 des Deutschen Bundestages. Bundestagspräsidentin Bärbel Bas zeichnete sie für den Beitrag Handy-Jahre einer Kanzlerin aus, der am 3. September 2021 im SZ-Magazin erschienen war. Die Autorinnen hatten 20 Personen – vom Bundestag über DFB und TV bis zum EU-Kommissionspräsidenten – nach ihren Handy-Erfahrungen mit der Ex-Kanzlerin befragt und damit Merkels Regierungsstil porträtiert.[15]
- 2022: Medienpreis der bayerischen Landeskirche für Gift im Kopf[16]

## Bücher
- Lara Fritzsche: Das Leben ist kein Ponyhof. Kiepenheuer & Witsch, Köln 2009, ISBN 978-3-462-04128-6.

## Belege
1. ↑  Lara Fritzsche wird NEON-Redakteurin guj.de, 27. September 2009
2. ↑  Lara Fritzsche wechselt zum ZEITmagazin zeit-verlagsgruppe.de, 14. Oktober 2011
3. ↑  Lara Fritzsche wechselt zum SZ-Magazin new-business.de, 5. Juli 2012
4. ↑  SZ-Magazin: Lara Fritzsche wird stellvertretende Chefredakteurin swmh.de, 2. Februar 2018
5. ↑  Markus Feldenkirchen, Lara Fritzsche: Tumb und Taxis (mit Markus Feldenkirchen & Lara Fritzsche). In: Apokalypse & Filterkaffee. 24. Juli 2025, abgerufen am 25. Juli 2025.
6. ↑  Prämierter Text: Meine Freundin Ana (Memento vom 17. April 2014 im Internet Archive). Auf: Bdzv.de, abgerufen am 15. April 2014.
7. ↑  Lara Fritzsche in: Axel-Springer-Preis (Memento vom 16. Januar 2014 im Internet Archive)
8. ↑  Verleihung des Hanns-Seidel-Preises (Memento vom 18. Januar 2013 im Internet Archive)
9. ↑  Arik Platzek: Katholischer Medienpreis: Prämie geht an Bündnis für sexuelle Selbstbestimmung. Auf: Diesseits.de, Zeitschrift des Humanistischen Verbands Deutschland, 29. Oktober 2013.
10. ↑  Willi-Bleicher-Preis 2014
11. ↑  Reporterpreis 2016: Die Gewinner. In: Der Spiegel. Abgerufen am 5. April 2020.
12. ↑  Lara Fritzsche gewinnt Michael-Althen Preis in FAZ vom 17. Oktober 2017, Seite 9
13. ↑  Journalisten des Jahres 2017 in „medium magazin“ 1/2018, abgerufen am 23. Dezember 2017
14. ↑  Preisträger – Journalisten Preise. Abgerufen am 5. März 2024.
15. ↑  Deutscher Bundestag – Medienpreis Parlament 2022 des Deutschen Bundestages: Jury nominiert... Abgerufen am 5. März 2024.
16. ↑  Print-Medienpreis der bayerischen Landeskirche: Gewinner stehen fest – ELKB. In: Bayern Evangelisch. Abgerufen am 5. März 2024.

| Personendaten    | Personendaten         |
| ---------------- | --------------------- |
| NAME             | Fritzsche, Lara       |
| KURZBESCHREIBUNG | deutsche Journalistin |
| GEBURTSDATUM     | 11. Januar 1984       |
| GEBURTSORT       | Köln                  |